# Svatý Amplias
Amplias (? - 1. století?) byl římský křesťanský apoštol a misionář. Východní pravoslavnou církví je považován za jednoho ze sedmdesáti učedníků (L 10, 1 (Kral, ČEP)). Apoštol sv. Pavel z Tarsu se o něm zmiňuje v šestnácté kapitole epištoly Listu Římanům v Novém zákoně. Patrně sloužil jako biskup v Diospolu v provincii Lydda a později v Odessos (Varna) v dnešním Bulharsku. V římském martyrologiu je připomínán 31. října. Zemřel mučednickou smrtí.